# 菩提達磨大師略辨大乘入道四行觀
〈菩提達磨大師略辨大乘入道四行觀論〉，亦稱〈大乘入道四行觀論〉、〈達摩二種入四行觀論〉或簡稱〈二入四行論〉、〈二入四行經〉、〈四行論〉、〈四行經〉、〈二種入論〉、〈二入論〉等，是一篇佛教禪宗著述，描述二入（理入、行入）及四行（報冤行、隨緣行、無所求行、稱法行）之修行法門，相傳由中國禪宗初代祖師菩提達摩口述，並由其弟子曇琳記錄、作序，為《少室六門》之一。

## 作者
宋代契嵩著《傳法正宗記》質疑本論非為達摩所說，不過唐代道宣著《續高僧傳》、淨覺著《楞伽師資記》、以及近世學者胡適、水野弘元、釋印順等皆認同此篇為達摩祖師親傳，近代學者認為本論是達摩所傳，《少室六門》的其餘五篇多半為後人所作。

## 原本及版本差異
本論於近代才被發現，尚無定本，目前可見之原本包含：
- 朝鮮天順八年（西元1464年）《菩提達摩四行論》
- 朝鮮隆熙二年（西元1908年）《禪門撮要‧菩提達摩四行論》
- 中華人民共和國北京圖書館所藏（宿九九號）敦煌寫本
- 英國大英博物館所藏（史坦因2715號、3375號）敦煌寫本
- 法國國家圖書館所藏（伯希和3018號、4634號）敦煌寫本

其中法國本與史坦因3375號均為殘本，鈴木大拙曾比對史坦因2715號、北京本、朝鮮本，成果收錄於其著作《禪思想史研究》第二冊。
《續高僧傳卷十六‧習禪初‧ 齊鄴下南天竺僧菩提達摩傳五》、《楞伽師資記》、《景德傳燈錄‧卷三十》曾引述本論，其中《續高僧傳》之版本較為簡略且無標題，後二者則題有「菩提達摩略辨大乘入道四行．弟子曇林序」。
本論於《卍字版續藏經‧諸宗著述部‧禪宗類》中稱為〈菩提達磨大師略辨大乘入道四行觀〉，與〈達磨大師血脈論〉、〈達磨大師悟性論〉、〈達磨大師破相論〉等並列，本條目亦主要參照此版本；朝鮮梵魚寺版《禪門撮要》收錄《悟性論》以外的三論；《大正新修大藏經‧諸宗部‧少室六門》中則稱為〈二種入〉，與其他三論、〈心經頌〉、〈安心法門〉等五文合集。此版本文字與續藏經版本稍有差異，無曇琳所作之序言，且多出下方偈語：

外息諸緣，內心無喘，心如牆壁，可以入道。

明佛心宗，等無差誤，行解相應，名之曰祖。

朝鮮《禪門撮要》所收〈四行論〉共分 44 門，各加章題，為達摩所著四行論的增廣。此本又見於敦煌遺書《二入四行論長卷子》、日本天理圖書館所藏《菩提達摩四行論》。日本江戶時代（1603－1867）所刊《少室六門》中的〈安心法門〉實際上是禪門撮要本《四行論》的摘錄。

## 內容概述
有學者認為本論之「二入說」類似於北涼時所譯《金剛三昧經‧入實際品第五》之內容，「四行說」則類似於東晉佛馱跋陀羅所譯《大方廣佛華嚴經卷第十一‧功德華聚菩薩十行品第十七之一》（六十華嚴本），故推測此二經為本論之根據。

### 序
由曇琳撰寫，說明達摩祖師來自西域南天竺國，為婆羅門國王的第三子，為弘揚佛法而來到中國，教授二祖惠可、道育包含「安心、發行、順物、方便」四方面的大乘安心之法。

### 正文
內文可粗分為五段。第一段主張入道之法不出二種，一是理入（悟理），二是行入（修行），此即了悟道理並落實於生活中，以求消除積習、修至究竟圓滿。其中理入的重點在於了解、深信「含生同一真性，但為客塵妄覆，不能顯了」（如來藏思想），願意「捨妄歸真」、「凝住壁觀」，保持心如牆壁般安住、不加辨別、不為外緣所動，以達「與真理冥符，無有分別，寂然無為」之境界；行入則為四種應對濁世的法門（指導），包括「報冤行、隨緣行、無所求行、稱法行」，本論認為此四法門涵蓋所有修行方式。
第二段說明報冤行。在世間修法的人必然會遇上苦劫，即使今生行善，因為前生（過往無數劫）的「自己」犯下了業（因），今世時辰到了仍然會有果報出現，如《三世因果經》云「欲知前世因，今生受者是。欲知後世果，今生作者是。」非上天、普通人所能輕易改變。所以修道者受苦時須抱著「逢苦不憂」的心態，知道人被因果所控而甘心接受不加抱怨，反之轉而更親近佛法、精進修持，如佛經常說「菩薩畏因，眾生畏果」。
第三段說明隨緣行。眾生無「我」，眾生的我並非是真的我，是一個被因果擺佈的物體。有苦有樂皆是過往種下，即使今生大富大貴，緣盡亦歸於無，下世亦可以轉變成下等人，所以雖有得失，但應做到不為此改變心性，內心仍舊向於佛法，求解脫之門，找回真我。上段針對了世間的苦，此段則對應喜樂。「天耽樂忽解脫」意思是享樂使人忘記尋法；六道中看似天道最好，但從學法而言卻是人道最好，如五祖曾向弟子云：「自性若迷，福何可救？」，諸君在人之樂中亦不應忘法。
第四段說明無所求行。世人追求名利等身外之物，智者卻體察此身為一切苦之起源、萬般皆空的道理，放下向外追求的心。正如世人問石頭希遷：「如何是解脫？」希遷卻道：「誰縛汝？」
第五段說明稱法行。性淨則可回歸於法，如何可性淨？當悟出眾相為空、無你我他之別。「相」會產生垢，而俗世的思想使相產生，《維摩詰經》云：「法無衆生，離衆生垢故；法無有我，離我垢故」。本論認為修行者應無私、不執著於相的去實踐六度波羅密，例如無所吝惜而不執著於自我、受施者、所施物（三輪體空）的布施。
四行當中的「報怨行、隨緣行、無所求行」是「順物」，即本著自悟的境地，無怨憎，不憍侈、不貪著，而做到自他無礙，皆大歡喜；稱法行則是以無所得為「方便」（方法），透過行六度自利利他，攝化眾生而不取眾生相，從中銷融妄想習氣。

## 外部連結
- 《大正新修大藏經‧諸宗部‧少室六門》
- 楊曾文: 達摩禪法《二入四行論》